# 須賀川市文化センター
須賀川市文化センター（すかがわしぶんかセンター）は、福島県須賀川市にある多目的ホールである。

## 概要
1981年5月オープン。須賀川市の自主事業及び市内の学校行事等に活用されている。
東日本大震災（東北地方太平洋沖地震）の発生に伴い、2011年3月11日からイベントや貸し出しを中止していたが、5月14日より再開した。
また、震災により市役所庁舎が被災したため、長らく館内に仮庁舎が設けられていた（2017年5月2日に閉鎖）。
耐震補強改修工事の実施に伴い、2019年7月に休館。2021年7月に再開した。

## 施設・客席数
- 完成 1981年（昭和56年）
- 大ホール 1,196席（1階層）
- 小ホール 400席（移動席）

## アクセス
- JR東北本線須賀川駅より約2.2 ㎞。
- 福島交通「文化センター・アリーナ前」バス停そば。
- 東北自動車道須賀川ICよりすぐ。

須賀川ICが隣接しており、無料の専用駐車場が200台分確保されていることから、車での来場者が多い。

## 特徴
須賀川アリーナが隣接している。
前述の通り車での来場が便利なことから、吹奏楽コンクール等のバスやトラックでの来場が多い行事に活用されている。
自主事業として、いち早く松竹大歌舞伎公演を取り入れ1988年から実施してきている。また、能楽についても、地元の観世流・宝生流の能楽愛好者とともに自主事業として1991年から実施しており、観世流宗家観世清和、宝生流宗家宝生和英も能を舞っている。